# Wydział Elektryczny Politechniki Śląskiej
Wydział Elektryczny Politechniki Śląskiej – jeden z czternastu wydziałów Politechniki, utworzony 24 maja 1945 na mocy dekretu powołującego do życia uczelnię, jako jeden z czterech pierwszych jej wydziałów (jako jedyny zachował niezmienioną nazwę od chwili utworzenia). Wydział zlokalizowany jest w kampusie głównym w Gliwicach, przy ulicach Krzywoustego i Akademickiej. Wydział zatrudnia ponad 30 samodzielnych pracowników nauki (profesorów i doktorów habilitowanych) oraz około 80 pracowników ze stopniem doktora. Strukturę wydziału stanowi współcześnie 6 katedr. Wydział kształci studentów na wszystkich stopniach kształcenia (inżynierskie, magisterskie, doktoranckie) w 4 kierunkach, w ramach studiów dziennych i zaocznych. Do 2019 Wydział posiadał prawa nadawania stopnia doktora i doktora habilitowanego (przeniesione na mocy ustawy do kompetencji właściwej Rady Dyscypliny).

## Historia
Dekretem Nr 118 Prezydenta Krajowej Rady Narodowej 24 maja 1945 roku utworzono Politechnikę Śląską w Katowicach (Dz.U. RP Nr 21 z dnia 11 czerwca 1945), w skład której weszły cztery wydziały: Elektryczny, Hutniczy, Inżynieryjno-Budowlany oraz Mechaniczny. Pierwszy rok akademicki, zainaugurowany 29 października 1945, Wydział Elektryczny rozpoczął w strukturze 12 katedr zatrudniających 45 pracowników akademickich. Kadrę wydziału stanowili w znacznej mierze profesorowie i adiunkci przedwojennej Politechniki Lwowskiej, z których większość przyjechała do Gliwic zaraz po wojnie. Byli wśród nich między innymi prof. Stanisław Fryze i prof. Tadeusz Malarski. 
W 1946 roku założono na wydziale pierwszą w Polsce Katedrę Energetyki, której organizatorem był prof. Jan Obrąpalski. Zajmowano się w niej zagadnieniami gospodarki energetycznej.
Decyzją Ministerstwa w latach 1948–1958 prowadzono studia w toku dwustopniowym, z czego pierwszy stopień, inżynierski, obejmował 3-letni okres nauczania oraz półroczną praktykę kierunkową. W 1949 Wydział wypromował pierwszego doktora nauk technicznych.
W 1954 wydano pierwszy zeszyt (wydawanej do dziś) serii Zeszytów Naukowych Politechniki Śląskiej Elektryka. Była to pierwsza seria Zeszytów Naukowych wydawanych w Politechnice, a jej pierwszym redaktorem był prof. Stefan Węgrzyn.
W 1963 Wydział przeszedł pierwszą znaczącą reorganizację. Z wydziału wyodrębniony został Oddział Automatyki, który przekształcono w samodzielny, pierwszy tego typu w kraju, Wydział Automatyki (współcześnie Automatyki, Elektroniki i Informatyki). Po tych przekształceniach na Wydziale funkcjonowało 11 katedr. Pięć lat później dokonano kolejnej reorganizacji struktury, wydzielając do samodzielnego wydziału Katedry Fizyki i Matematyki oraz reorganizując pozostałe. Powstały 4 duże katedry: Elektroenergetyki, Elektrotechniki Przemysłowej, Elektrotechniki Teoretycznej i Ogólnej oraz Technologii i Metrologii Elektrycznej. W 1971 zniesiono katedry, a w ich miejsce powołano trzy instytuty wydziałowe: Elektroenergetyki i Sterowania Układów, Instytut Metrologii i Maszyn Elektrycznych i Instytut Podstawowych Problemów Elektrotechniki i Energoelektroniki. W 1979 wyodrębnił się Zakład Maszyn Elektrycznych, przekształcony w 1980 w Instytut.
W 1995 uruchomiono drugi, po Elektrotechnice, kierunek kształcenia Elektronika i Telekomunikacja.
W roku 2004 z Instytutu Elektrotechniki Teoretycznej i Przemysłowej wyodrębniona została Katedra Energoelektroniki, Napędu Elektrycznego i Robotyki (wcześniej działająca jako Zakład), a w 2006 z Instytutu Maszyn i Urządzeń Elektrycznych wyodrębniono samodzielną Katedrę Mechatroniki (wcześniej działającą również jako Zakład). Dokonano również zmian w nazwach niektórych instytutów. W 2009 do Wydziału dołączyła Katedra Optoelektroniki, funkcjonująca wcześniej jako Zakład w Instytucie Fizyki. Od roku 2008 na Wydziale uruchomiono kierunek Informatyka, w 2011 kierunek Mechatronika, a od 2013 roku kierunek Energetyka.

## Dziekani
- Prof. Kazimierz Idaszewski – sprawował urząd dziekana od maja do lipca 1945
- Prof. Wacław Günther – w latach 1945–1946
- Prof. Stanisław Fryze – w latach 1946–1948
- Prof. Zygmunt Gogolewski – w latach 1948–1952
- Prof. Zbigniew Jasicki – w latach 1952–1954
- Prof. Antoni Plamitzer – w latach 1954–1955
- Prof. Tadeusz Zagajewski – w latach 1955–1956
- Prof. Edmund Piotrowski – w latach 1956–1958
- Prof. Edmund Romer – w latach 1958–1960
- Prof. Mieczysław Pluciński – w latach 1960–1968
- Prof. Zygmunt Nowomiejski – sprawował urząd dwukrotnie, w latach 1968–1973 oraz 1982–1985
- Prof. Aleksander Szendzielorz – w latach 1973–1979
- Prof. Brunon Szadkowski – w latach 1979–1981
- Prof. Władysław Mizia – sprawował urząd dwukrotnie, w latach 1981–1982 oraz 1985–1990
- Prof. Tadeusz Glinka – w latach 1990–1996
- Prof. Tadeusz Rodacki – w latach 1996–1999
- Prof. Bogusław Grzesik – w latach 1999–2005
- Prof. Lesław Topór-Kamiński – w latach 2005–2012
- Prof. Paweł Sowa – w latach 2012–2020
- Prof. Marian Kampik – od 2020

## Władze Wydziału
Kadencja 2024–2028:
- Dziekan: prof. dr hab. inż. Marian Kampik
- Prodziekan ds. Nauki i Współpracy: dr hab. inż. Erwin Maciak, prof. PŚ
- Prodziekan ds. Studenckich i Kształcenia: dr. inż. Rafał Setlak
- Prodziekana ds. Infrastruktury i Organizacji: dr inż. Marcin Szczygieł

## Struktura Wydziału
W strukturze Wydziału Elektrycznego funkcjonuje 6 jednostek wewnętrznych - katedr. Są to
- Katedra Elektroenergetyki i Sterowania Układów – Kierownik: dr hab. inż. Henryk Kocot, prof. PŚ
- Katedra Metrologii, Elektroniki i Automatyki – Kierownik: prof. Marian Kampik
- Katedra Elektrotechniki i Informatyki – Kierownik: prof. Stefan Paszek
- Katedra Optoelektroniki – Kierownik: dr hab. inż. Erwin Maciak, prof. PŚ
- Katedra Energoelektroniki, Napędu Elektrycznego i Robotyki – Kierownik: dr hab. inż. Zbigniew Kaczmarczyk, prof. PŚ
- Katedra Mechatroniki – Kierownik: dr hab. inż. Tomasz Trawiński, prof. PŚ

## Działalność dydaktyczna
Wydział Elektryczny kształci studentów na studiach pierwszego i drugiego stopnia na następujących kierunkach:
- Elektrotechnika,
- Informatyka,
- Mechatronika,
- Electrical Engineering (w języku angielskim).

Prowadzone są studia stacjonarne i niestacjonarne. Wydział prowadzi również studia trzeciego stopnia (doktoranckie) w dyscyplinie Elektrotechnika, zarówno jako studia stacjonarne, jak i niestacjonarne. Kierunek Informatyka prowadzony był jako kierunek zamawiany, a na kierunku Mechatronika prowadzone były międzynarodowe polsko-francuskie studia stacjonarne I stopnia. W ramach programu Erasmus prowadzona jest wymiana studentów i pracowników naukowych z kilkunastoma europejskimi ośrodkami naukowymi.

## Działalność badawcza
Działalność badawcza Wydziału powiązana jest z kierunkami badań poszczególnych jednostek. Prace badawcze obejmują przede wszystkim: systemy informatyczne i telekomunikacyjne - także w zakresie wytwarzania, przesyłu i rozdziału energii elektrycznej, diagnostykę urządzeń elektroenergetycznych, metrologię elektryczną, kalibrację i badania komparatorów wielkości elektrycznych, automatykę i sterowanie, technikę cyfrową i mikroprocesorową, kompatybilność elektromagnetyczną, przetwarzanie sygnałów, badania układów zasilania silników komutatorowych, badania samochodów elektrycznych i hybrydowych, analizę pól elektromagnetycznych maszyn elektrycznych, modernizację konstrukcji silników elektrycznych, energoelektroniczne napędy elektryczne, układy elektrotermiczne, sterowanie systemów napędowych, energetykę odnawialną, roboty mobilne, kroczące i przemysłowe, mechatronikę i informatykę w systemach elektrycznych.
Prowadzone badania owocują licznymi publikacjami oraz wielokrotnie nagradzanymi osiągnięciami badawczymi, krajowymi i zagranicznymi. Wśród nich wymienić można Cyfrowy Zespół Automatyki Zabezpieczeniowej Bloku Generator – Transformator typu CZAZ-GT, komparator etalonów indukcyjności własnej (nagrodzony w 2003 r. Nagrodą Siemensa),  mikroprocesorowe napędy energoelektroniczne, Symulator UMSA (wspólnie z Windsor University), badania układów z nadprzewodnikami HTS (w ramach programów ramowych UE), robota mobilnego HEXOR, robota ośmionożnego OKTOPOD, napęd nowej generacji pojazdu elektrycznego ELIPSA i wiele innych.

## Znani profesorowie i absolwenci
Z Wydziałem Elektrycznym (jako pracownicy lub absolwenci) związani byli również:
- Wilibald Winkler – były Rektor Politechniki Śląskiej i wojewoda śląski
- Gerhard Bartodziej – polityk